# Мезельсон, Мэтью
Мэтью Мезельсон (англ. Matthew Stanley Meselson; род. 24 мая 1930, Денвер, Колорадо) — американский учёный-генетик и молекулярный биолог, активный сторонник запрета биологического и химического оружия с 1960-х годов. 
Профессор Гарвардского университета, член Национальных Академии наук (1968) и Медицинской академии США, Американского философского общества (1981), иностранный член Французской академии наук (1984), Лондонского королевского общества (1984), Российской академии наук (1999).

## Биография
Окончил Чикагский университет (бакалавр, 1951). Степень доктора философии по физической химии получил в Калифорнийском технологическом институте в 1957 году под началом Лайнуса Полинга. Затем фелло-исследователь, ассистент-профессор химии, старший фелло-исследователь там же. С 1960 года работает в Гарвардском университете: ассоциированный профессор, с 1964 года полный профессор, с 1976 года именной профессор. Известность принесли исследования по репликации ДНК — эксперимент Мезельсона и Сталя. В 1961 году вместе с Франсуа Жакобом и Сиднеем Бреннером подтвердил существование мРНК. С 1963 года занимается вопросами контроля биологического и химического оружия, в том числе расследованием случаев аварий на заводах по производству этих вооружений, например эпидемией сибирской язвы в Свердловске.
Член Американской академии искусств и наук, пожизненный член Нью-Йоркской АН, фелло Американской ассоциации содействия развитию науки.
Почётный доктор Университета Окленда (1966), Колумбийского университета (1971), Чикагского университета (1975), Йельского университета (1987), Принстонского университета (1988), Северо-Западного университета (2003).

## Награды и отличия
- NAS Award in Molecular Biology[англ.] (1963)
- Eli Lilly Award in Microbiology and Immunology (1964)
- Стипендия Гуггенхайма в области естественных наук  (1966)
- Alumni Medal, University of Chicago Alumni Association (1971)
- Public Service Award, Federation of American Scientists[4] (1972)
- Alumni Distinguished Service Award, Калифорнийский технологический институт (1975)
- Lehman Award Нью-Йоркской АН (1975)
- Премия Лео Силарда Американского физического общества (1978)
- Presidential Award Нью-Йоркской АН (1983)
- Стипендия Мак-Артура (1984-1989)[5]
- Scientific Freedom and Responsibility Award, Американская ассоциация содействия развитию науки (1990)
- Медаль Томаса Ханта Моргана, Genetics Society of America (1995)
- Public Service Award, American Society for Cell Biology[англ.] (2002)
- NYU Biology Award in Basic Sciences (2004)
- Премия Ласкера за особые достижения (2004)
- Mendel Medal, Genetics Society[англ.] (2008)